# Viatcheslav Ponomarev
Pour les articles homonymes, voir Vyacheslav Ponomarev (homonymie).
Вячеслав Владимирович Пономарёв
Viatcheslav Vladimirovitch Ponomarev, ou Ponomariov (Вячеслав Владимирович Пономарёв), né le 2 mai 1965 à Slaviansk (république socialiste soviétique d'Ukraine), est un homme politique ukrainien.

## Biographie
Il naît dans une famille russophone du temps de l'URSS. Son père est d'origine russe et sa mère d'origine ukrainienne. Il est divorcé et père d'un fils. Il effectue son service militaire dans la marine et s'enrôle jusqu'en 1992. Il se lance dans les années 1990 dans la production de vêtements.
Il travaille de 2005 à 2011 à Kiev dans le secteur du bâtiment. Il ouvre ensuite une fabrique de savon dans sa ville natale,.

### Guerre russo-ukrainienne
Le 14 avril 2014, après avoir mené un assaut sur la mairie de la ville de Sloviansk (dans l'oblast de Donetsk), il se proclame alors maire de la ville,,.

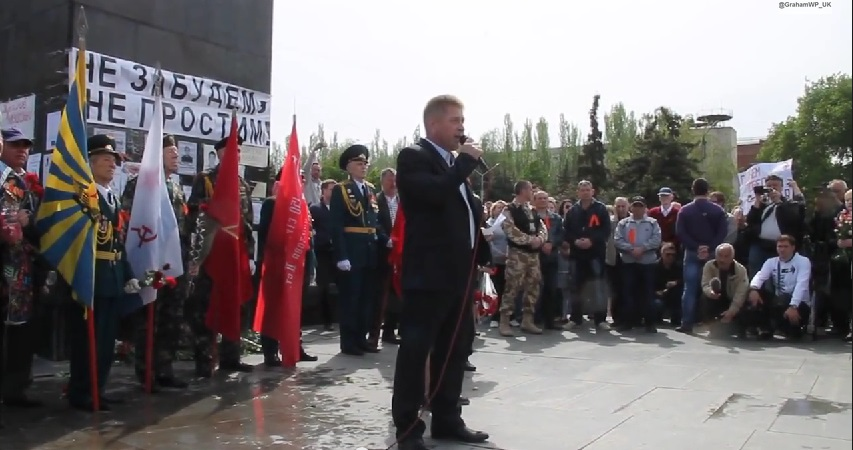
Ponomariov à une commémoration à Slaviansk en souvenir de la victoire soviétique de 1945.

Ponomarev indique qu'il commande environ 2 500 hommes dans les environs de Sloviansk.
Le 12 mai 2014, il fait l'objet de sanctions de la part de l'Union européenne (interdiction de visa et gel des avoirs éventuels),.
Le 10 juin 2014, il est démis de ses fonctions et arrêté par les hommes d’Igor Guirkine (dit Strelkov),.
Il est remplacé le 13 juin suivant par Vladimir Pavlenko. Le destin de Ponomarev est ensuite incertain.
Il est libéré le 5 juillet 2014 et s'installe à Donetsk pour soutenir la république populaire de Donetsk.
Le 3 août 2014, il donne une interview de Moscou, à des journalistes américains de la chaîne télévisée Life News.